# Julius von Schmidt
Julius Theodor Karl Georg Christof Schmidt, seit 1873 von Schmidt (* 3. August 1827 in Kassel; † 22. September 1908 ebenda) war ein preußischer Generalleutnant.

## Leben

### Herkunft
Julius war ein Sohn des kurhessischen Generalmajors und Kriegsministers Heinrich Schmidt (1788–1850) und dessen Ehefrau Julie, geborene Beste (1796–1827).

### Militärlaufbahn
Schmidt war zunächst Kadett in Kassel und wurde am 9. Juni 1846 als Portepeefähnrich im Leib-Garde-Regiment der Kurhessischen Armee angestellt. Ende Juli 1846 avancierte er zum Sekondeleutnant, kam Mitte November 1850 zum 1. Infanterie-Regiment „Kurfürst“ und diente ab März 1851 als Adjutant des I. Bataillons. Mit seiner Beförderung zum Premierleutnant wurde Schmidt am 5. April 1853 in das 3. Infanterie-Regiment versetzt und für fünf Monate zur Pionierkompanie kommandiert. Vom 12. November 1859 bis zum 11. April 1863 war er Adjutant der 2. Infanterie-Brigade und kam anschließend als Hauptmann in den Generalstab. Daran schloss sich vom 9. April 1865 bis zum 15. Juni 1866 eine Verwendung als Regierungskommissar in militärischen Angelegenheiten in der Ständeversammlung in Kassel an und während des anschließenden Krieges gegen Preußen befand er sich in Süddeutschland.
Nach dem verlorenen Krieg und der Annexion durch Preußen wurde Schmidt am 30. Oktober 1866 in den Verband der Preußischen Armee übernommen, zunächst dem Generalstab der Armee aggregiert und im Großen Generalstab verwendet. Vom 7. Juni 1867 bis zum 26. Mai 1868 kommandierte man ihn zum Generalkommando des III. Armee-Korps in Berlin und beförderte Schmidt zwischenzeitlich zum Major. Als solcher war er 1870/71 für die Dauer des mobilen Verhältnisses anlässlich des Krieges gegen Frankreich im Generalstab des Oberkommandos der 2. Armee. Schmidt nahm an den Schlachten bei Vionville, Gravelotte, Noisseville, Orléans, Beaugency und Le Mans sowie der Belagerung von Metz teil. Ausgezeichnet mit dem Eisernen Kreuz II. Klasse wurde er nach dem Friedensschluss am 21. September 1871 zum Kommandeur des I. Bataillons im 6. Brandenburgischen Infanterie-Regiment in Frankfurt (Oder) ernannt.
Für seine langjährigen Verdienste erhob Kaiser Wilhelm I. Schmidt am 19. Januar 1873 in den erblichen preußischen Adelsstand. Im März 1873 avancierte er zum Oberstleutnant und am 13. April 1875 beauftragte man ihn unter Stellung à la suite mit der Führung des Westfälischen Füsilier-Regiments Nr. 37. Am 19. Juni folgte seine Ernennung zum Regimentskommandeur sowie am 3. Juli 1875 die Beförderung zum Oberst. Als Generalmajor wurde er am 18. Oktober 1881 nach Oldenburg versetzt und zum Kommandeur der dort stationierten 37. Infanterie-Brigade ernannt. In dieser Stellung erhielt Schmidt im Januar 1884 den Roten Adlerorden II. Klasse mit Eichenlaub und wurde am 11. Februar 1886 mit dem Charakter als Generalleutnant und der gesetzlichen Pension zur Disposition gestellt. Nach seiner Verabschiedung verlieh ihm der Kaiser anlässlich des 100. Geburtstages von Wilhelm I. am 22. März 1897 den Kronenorden II. Klasse mit Stern.

### Familie
Schmidt hatte sich am 15. April 1856 in Kassel mit Ida von Wurmb (1833–1894) aus dem Hause Großfurra verheiratet. Aus der Ehe gingen die Töchter Emma (1857–1890), Marianne (* 1861) sowie der Sohn Heino (1863–1896) hervor.